# Chronique de Pierre le Cérémonieux
 (juin 2025).
Si vous disposez d'ouvrages ou d'articles de référence ou si vous connaissez des sites web de qualité traitant du thème abordé ici, merci de compléter l'article en donnant les références utiles à sa vérifiabilité et en les liant à la section « Notes et références ».

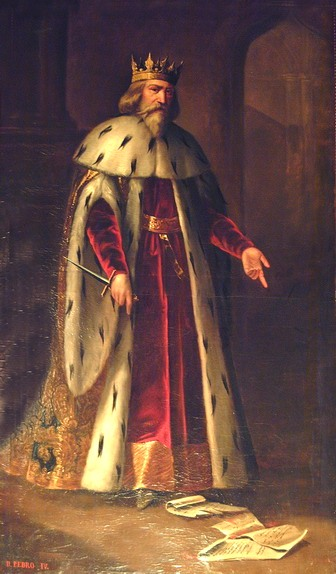
Pierre le Cérémonieux. Portrait imaginaire du roi par Manuel Aguirre y Monsalbe (1822–1856)

La Chronique de Pierre IV d'Aragon, le Cérémonieux est la quatrième, et la plus tardive, des grandes chroniques en catalan des XIIIe et XIVe siècles. Bien qu'elle se différencie sur beaucoup de points des trois premières, elle leur ressemble dans la manière dont elle reflète fidèlement le monde de son époque.

## Auteur et date
La chronique a été écrite sur ordre du roi Pierre le Cérémonieux, grand réformateur de la chancellerie royale. Elle couvre tout son règne et celui de son père, le roi Alphonse le Débonnaire. La motivation principale qui a poussé roi Pierre à rédiger la chronique, était le désir de justifier sa politique.
La chronique nous est parvenue sous deux versions:
- La première se termine à la fin de 1382 ou au début de 1383.
- La seconde peut être datée autour de 1385, et présente de petites modifications d'ordre mineur.

L'analyse de la chronique montre qu'à l'exception de l'appendice, le récit couvre la période comprise entre 1319 et 1369. La majorité des historiens sont d'accord pour penser que Pierre a dû commencer à écrire la chronique vers 1349. Par la suite, il a bénéficié de la collaboration de toute une équipe qui a travaillé en suivant un plan fixé par le roi lui-même (les deux principaux collaborateurs dans cette entreprise ont été Bernat Descoll et Arnau de Torrelles).

## Contenu
Le premier chapitre traite de certains épisodes choisis de la vie d'Alphonse le Débonnaire, père de Pierre. Tout en faisant allusion à quelques faits antérieurs, ce chapitre couvre essentiellement la période entre 1319 et 1336.
Le second chapitre débute avec l'accession au trône de Pierre et décrit les premiers différends avec ses oncles et avec les représentants de la Catalogne. Les faits qui y sont décrits vont de 1336 à 1340.
Le troisième chapitre, le plus long de tous, traite d'un thème unique: comment le roi est devenu maître du royaume de Majorque et des comtés continentaux de Roussillon et de  Cerdagne.
Le quatrième chapitre traite des alliances formées en Aragon et dans Valence contre Pierre. Il commence en 1345 et se termine en 1351.
Le cinquième chapitre commence avec les négociations, déjà évoquées au chapitre précédent, et avec la décision du roi de s'allier avec Venise.
Le sixième est consacré au déroulement de la guerre contre le roi Pierre Ier de Castille et représente la dernière section complète de la chronique.
L'appendice pose des problèmes particuliers: globalement, il ne semble pas qu'il soit une partie authentique de la chronique. Il couvre de manière désordonnée une série de faits qui vont de 1370 à 1385. Il fait aussi allusion à des faits survenus postérieurement à la mort du monarque.

## Caractéristiques
Cette Chronique, écrite de manière autobiographique, est constituée d'une suite de documents de toute origine et de souvenirs personnels du roi. La figure du souverain se rapproche plus de celles des princes de la Renaissance que de celles des chevaliers médiévaux. Le sens de l'intrigue, la politique sans scrupule, le sang froid, la cruauté, etc. apparaissent comme des traits de la psychologie des rois, selon ce qui ressort du récit lui-même.